# M 1-61
M 1-61 ist ein planetarischer Nebel im Sternbild Schild, der 1946 von dem Astrophysiker Rudolph Minkowski entdeckt wurde.